# Дзюб, Иван Петрович
Иван Петрович Дзюб (род. 16 марта 1934, село Сопошин, теперь Жолковской общины Львовской области) — советский физик-теоретик, переводчик, дипломат. Доктор физико-математических наук (1978). Член Национального союза писателей Украины.

## Научная карьера и прочая официальная деятельность
Окончил физический факультет Львовского университета (1956) и аспирантуру в Москве. 29 декабря 1962 года защитил диссертацию на соискание ученой степени кандидата физико-математических наук на тему «Резонансное излучение, поглощение и рассеяние γ-квантов ядрами кристаллов». Был научным сотрудником Института физики АН УССР (1960—1966) и Института теоретической физики АН Украины (1966—1992). Автор научных исследований в области физики полупроводников и физики твердого тела. В круг его научных интересов входят теория эффекта Мессбауэра на примесных ядрах; поглощение света примесными атомами и экситонами; рассеяние медленных нейтронов в газах, жидкостях и неидеальных кристаллах; исследование спиновых волн в идеальных и смешанных магнитных кристаллах; магнитные солитоны; магнитный механизм высокотемпературной сверхпроводимости. Широко применяет в своих работах формализм функции Грина.
Несмотря на активную научную, а также переводческую (см. ниже) деятельность, был «невыездным» из-за того, что в 1967 году подписал письмо в ЦК КПСС с протестом против репрессий диссидентов, и в течение двадцати лет не мог участвовать в научных конференциях, проходивших в «капиталистических» странах (но выезжал в Польшу и Чехословакию).
Защитил докторскую диссертацию на тему «Динамика неупорядоченных кристаллов и рассеяние медленных нейтронов».
В 1992—1996 был первым председателем Высшей аттестационной комиссии Украины.
Работал советником по науке и образованию в Посольстве Украины в Японии (2001—2003).

## Переводческая деятельность
Ещё студентом увлекся изучением разных языков, начав с английского (в школе изучал немецкий). Самостоятельно освоил ряд романских и германских языков, хинди, бенгали, а позже японский. Интересовался также урду, арабским. Иван Петрович осваивал языки чрезвычайно легко и 1965 года поделился своим опытом с читателями молодёжного журнала «Смена».
В 1965 году опубликовал в журнале «Вселенная» обстоятельную рецензию на перевод «Декамерона» Джованни Боккаччо, осуществленный Николаем Лукашем. Для этой рецензии подробно проанализировал оригинал в сравнении с переводом. Публикации рецензии предшествовало выступление Ивана Дзюба на обсуждении перевода Лукаша в Союзе писателей Украины.
В художественном переводе дебютировал повестями кубинской писательницы Флоры Басульто «Девочка под тремя флагами» (1965, издательство «Радуга») и итальянского писателя Джанни Родари «Пусть живёт Сапония!» (последнюю напечатано с помощью Анатолия Перепади в детском журнале «Пионерия», 1966, № 11, 12; 1967, № 1). Позже перевел с итальянского ещё сказочную повесть «Планета Новогодних Елок» и цикл «Сказки по телефону» Джанни Родари, произведения Элио Витторини («Гарибальдийка» впервые была опубликована в «Вселенной», № 11 за 1968, а впоследствии напечатана вместе с другими произведениями в четвёртом выпуске серии «Зарубежная новелла»).
В 1967 году он опубликовал в «Вселенной» (№ 8) перевод рассказа Оэ Кэндзабуро «Зверь». Это был один из первых в Советском Союзе переводов будущего нобелевского лауреата.
После этого начинается долгий период переводов с японского:
- рассказы Акутагавы Рюноскэ (21 марта 1969 «Мандарины» в «Литературной Украине», потом три произведения в «Вселенной», № 7 за 1970 год и отдельным изданием в той же серии «Зарубежная новелла», а в 2000-е годы — ещё два сборника в львовском издательстве «Пирамида»);
- романы Абэ Кобо «Сожжённая карта» (1969), «Человек-коробка» («Вселенная», 1975, № 6), «Женщина в песках» (1988), «Чужое лицо» (1988) и его же рассказ «Пропасть времени» («Вселенная», 1980, № 6);
- роман Нацумэ Сосэки «Ваш покорный слуга кот» (1973, в серии «Зарубежная сатира и юмор»);
- сборник повестей и рассказов Кавабата Ясунари «Страна снега» (1976; «Танцовщица из Идзу» и «Благодарность» предварительно печатались в «Вселенной», 1971, № 8) и его же романы «Гуденье горы», «Древняя столица» и «Танцовщицы» (2007);
- детская книга (цикл рассказов) Саотомэ Кацумото «Клятва»;
- роман Морио Киты «Семья Нире»;
- роман Такэхико Фукунаги «Остров смерти» («Вселенная», 1983, № 11, 12);
- сборник японских народных сказок (1986);
- романы Харуки Мураками «Погоня за овцой» (2004), «Танцуй, танцуй, танцуй» (2006), «Хроника заводной птицы» (2009), «1Q84» (2009, том 1), «1Q84» (2010, том 2), «1Q84» (2011, том 3);
- роман Хисаки Мацууры «Полуостров» (2009).

В 1990—1992 преподавал японский язык в Киевском университете.
В второй половине 1990-х годов интенсивно занимался переводом экономической литературы с английского языка. Перевел пять монографий, в частности «Анализ государственной политики» Лесли А. Пала и почти семисотстраничную «Экономическая теория в ретроспективе» М. Блауга.

## Награды
Лауреат Государственной премии УССР в области науки и техники за цикл работ «Предсказание, обнаружение и исследование нового типа элементарных возбуждений в кристаллах с примесями» (1990, в соавторстве с другими сотрудниками Институт теоретической физики, Институт металлофизики, Физико-технического института низких температур и Института общей физики).
Лауреат премии им. Максима Рыльского (2005) за переводы с японского произведений Кавабата Ясунари, Оэ Кэндзабуро, Абэ Кобо, Нацумэ Сосэки, Акутагавы Рюноскэ, Фукунаги Такехико, Саотомэ Кацумото и других.
В 2006 году награждён орденом Восходящего Солнца за популяризацию японской культуры в Украине.